# Poetete Loduduque
Poetete Loduduque (Poetete Lodudu) ist ein osttimoresischer Suco im Verwaltungsamt Ermera (Gemeinde Ermera). Der Suco wurde am 1. Oktober 2023 vom Suco Poetete abgetrennt.

## Geographie
Poetete Loduduque besteht aus den  Aldeias Gueguemara, Urletoho und Urluli. Sie verteilen sich in zwei voneinander getrennten Gebieten. Urluli und Gueguemara liegen im Norden, Urletoho im Süden.

## Einwohner
2015 lebten 1278 Menschen in den Aldeias, die nun zum Suco Poetete Loduduque gehören.